# Industrias Aeronáuticas y Mecánicas del Estado

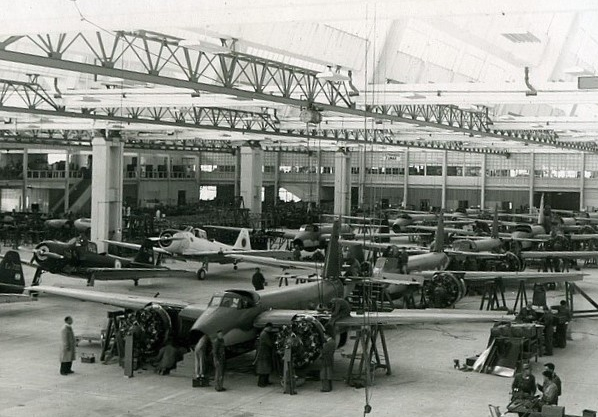
Flygplanstillverkning vid Fábrica Militar de Aviones ca 1950.

Industrias Aeronáuticas y Mecánicas del Estado, förkortat IAME, var ett konglomerat av argentinska verkstadsindustrier som bildades 1951. 1956 döptes det om till Dirección Nacional de Fabricación e Investigación Aeronáutica, eller DINFIA.

## Historik
IAME bildades av president Juan Peróns regering för att utveckla och främja den inhemska fordonsindustrin i enlighet med peronismen. Tio fabriker grundades för att tillverka flygplan, flygmotorer, bilar, traktorer och motorcyklar. Navet i företagsgruppen var det nationella flyginstitutet, Institute Aerotécnica i provinsen Córdoba.
.

## Biltillverkning

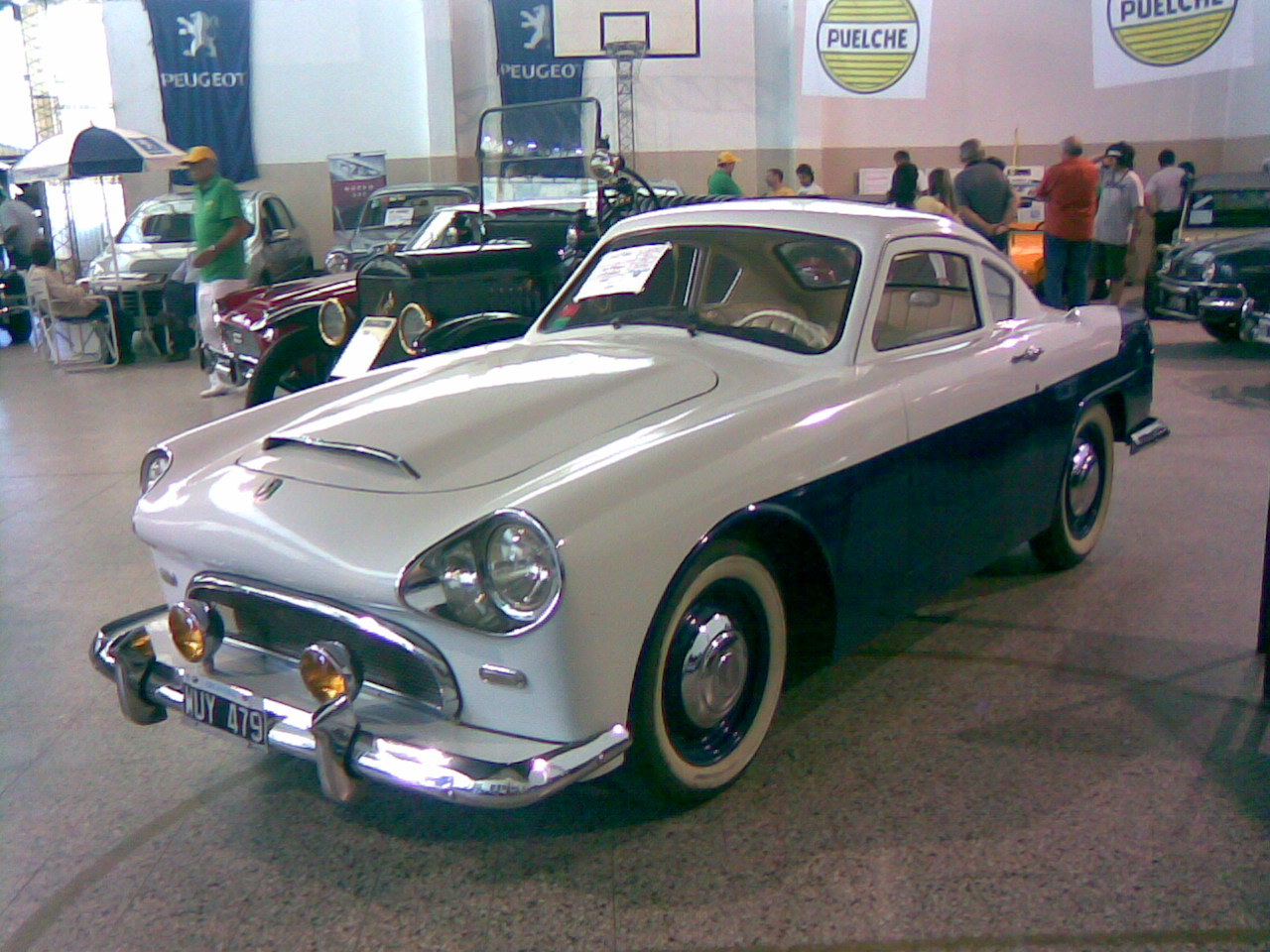
Justicialista Sport

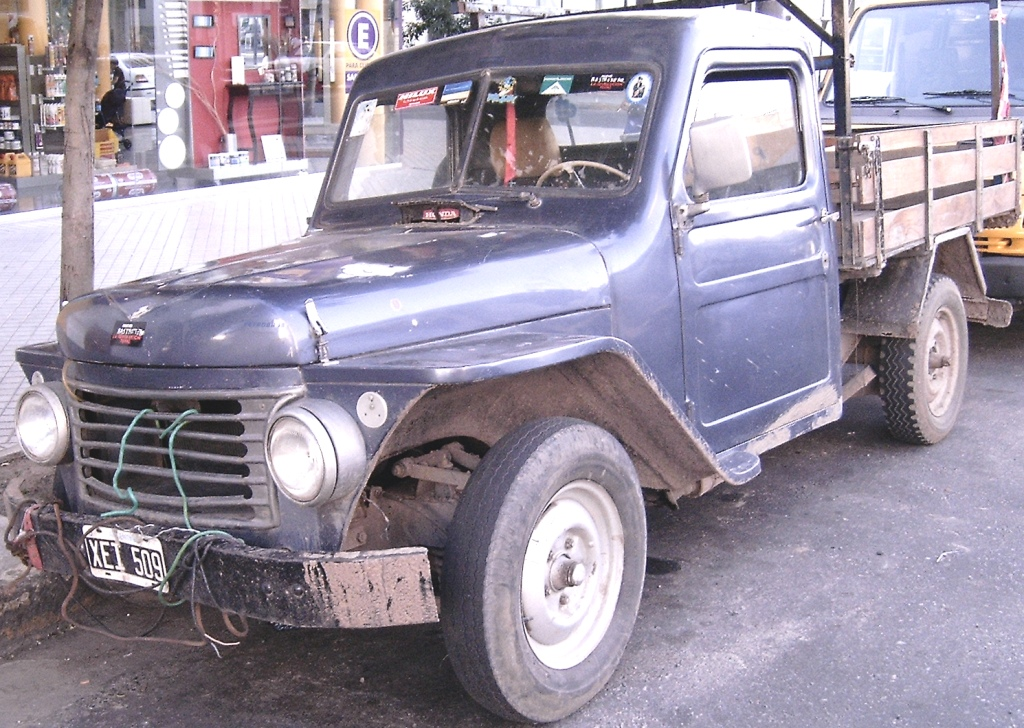
Rastrojero

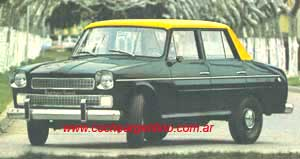
Rastrojero Conosur

IAME startade sin biltillverkning med att bygga lastbilar på licens från tyska Borgward. Den första egenkonstruerade produkten var den jeep-liknande pickupen Rastrojero. Företagets första personbil Justicialista fick en DKW-liknande uppbyggnad med framhjulsdrift och tvåtaktsmotor. På den bilintresserade president Peróns enträgna begäran byggdes även en sportbil med glasfiberkaross och boxermotor från Porsche.
Sedan Perón störtats i en militärkupp 1955 avstannade produktionen av personbilar, men snart återkom den uppdaterade Graciela med trecylindrig motor från östtyska Wartburg. Företaget byggde också Wartburg på licens, innan personbilarna åter försvann från utbudet. Tillverkningen av lastbilar fortsatte och Rastrojeron kom i ett helt nytt utförande 1969. Den låg även till grund för Rastrojero Conosur som mest användes som taxi, innan tillverkningen slutligen lades ned 1979.

## Några bilmodeller från IAME
- IAME Rastrojero (1952 – 1979)
- IAME Justicialista (1953 – 1955)
- Institec Graciela (1956 – 1961)
- Rastrojero Conosur (1974 – 1979)